# 상현역
상현역(上峴驛, Sanghyeon station)은 대한민국 경기도 용인시 수지구 상현동에 있는 신분당선의 전철역이다. 계획 당시에는 신대역으로 불리었으나 용인시 지명위원회에서는 2015년 2월 23일 이 역의 이름을 1안 '상현역', 2안 '상현광교역'으로 심의·의결했다. 2015년 9월 4일 국토교통부고시에 의해 1안 상현역으로 확정되었다. 가산천 하저터널로 성복역과 연결된다. 여천 하저터널로 광교중앙역과 연결된다.

## 역사
- 2015년 9월 4일 : 사용개시 고시[2]
- 2016년 1월 30일 : 신분당선 연장선 개통과 함께 영업 개시

## 역 구조
승강장은 2면 2선의 상대식 승강장을 갖추고 있으며, 완전밀폐형 스크린도어(PSD: Platform Screen Door)가 설치되어 있다. 출입구는 4개가 있다.

### 승강장
| ↑ 성복     |
| \| 하      |
| 광교중앙 ↓ |

| 상행 | ● 신분당선 | 강남·신사 방면     |
| 하행 | ● 신분당선 | 광교중앙·광교 방면 |

## 역 주변
| 나가는 곳 | 방면                                                                    |
| --------- | ----------------------------------------------------------------------- |
| 1         | 상현중학교 새빛초등학교 광교고등학교 상현도서관                         |
| 2         | 광교호수공원 광교마을사거리 광교2동행정복지센터 이의중학교 이의고등학교 |
| 3         | 광교중앙공원 원광교마을 사거리 거북이 공원                              |
| 4         | 판교 중앙로 삼거리광교마을사거리 길마재 민속공원                        |

## 사진

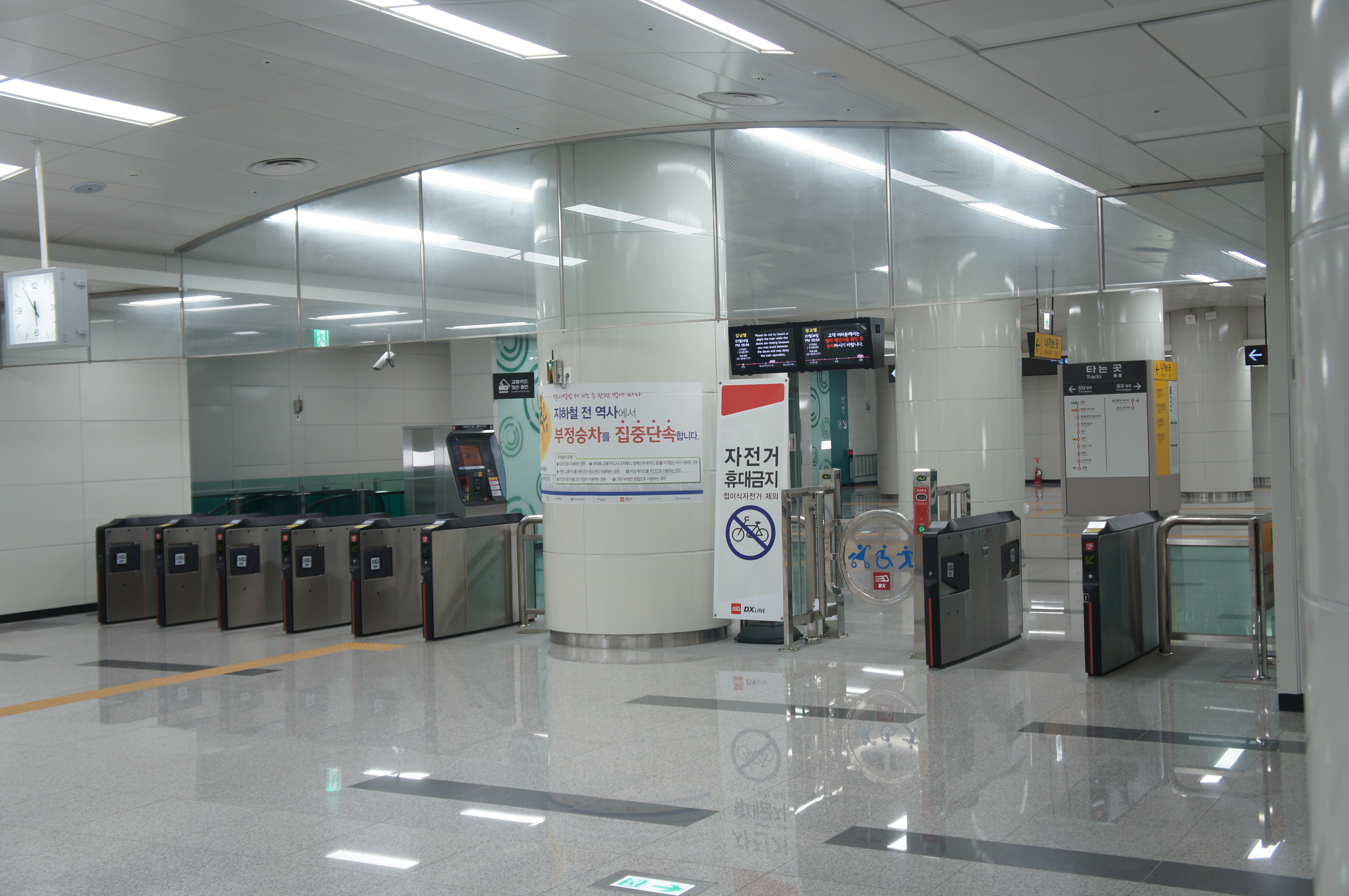
대합실
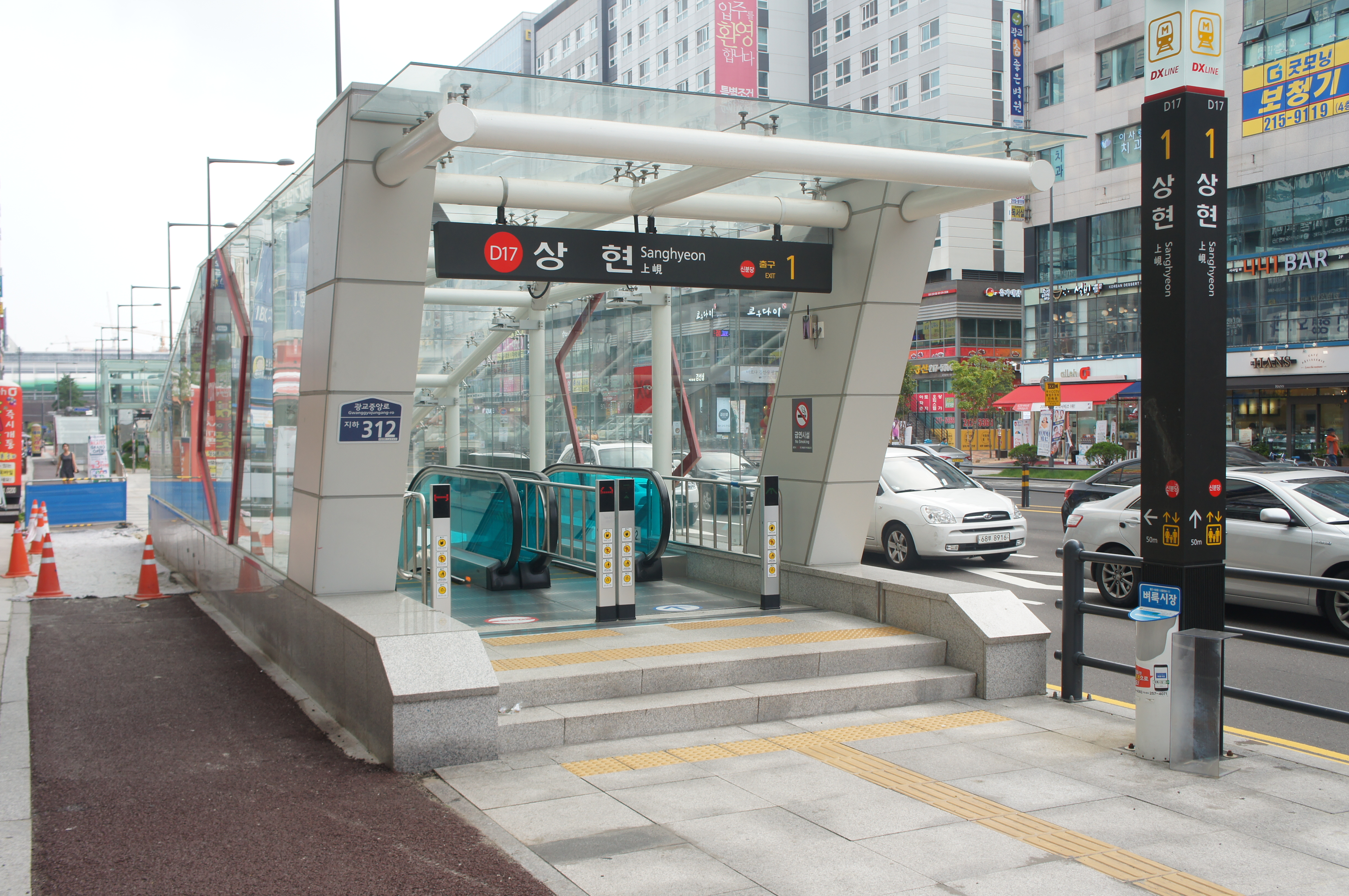
1번 출구
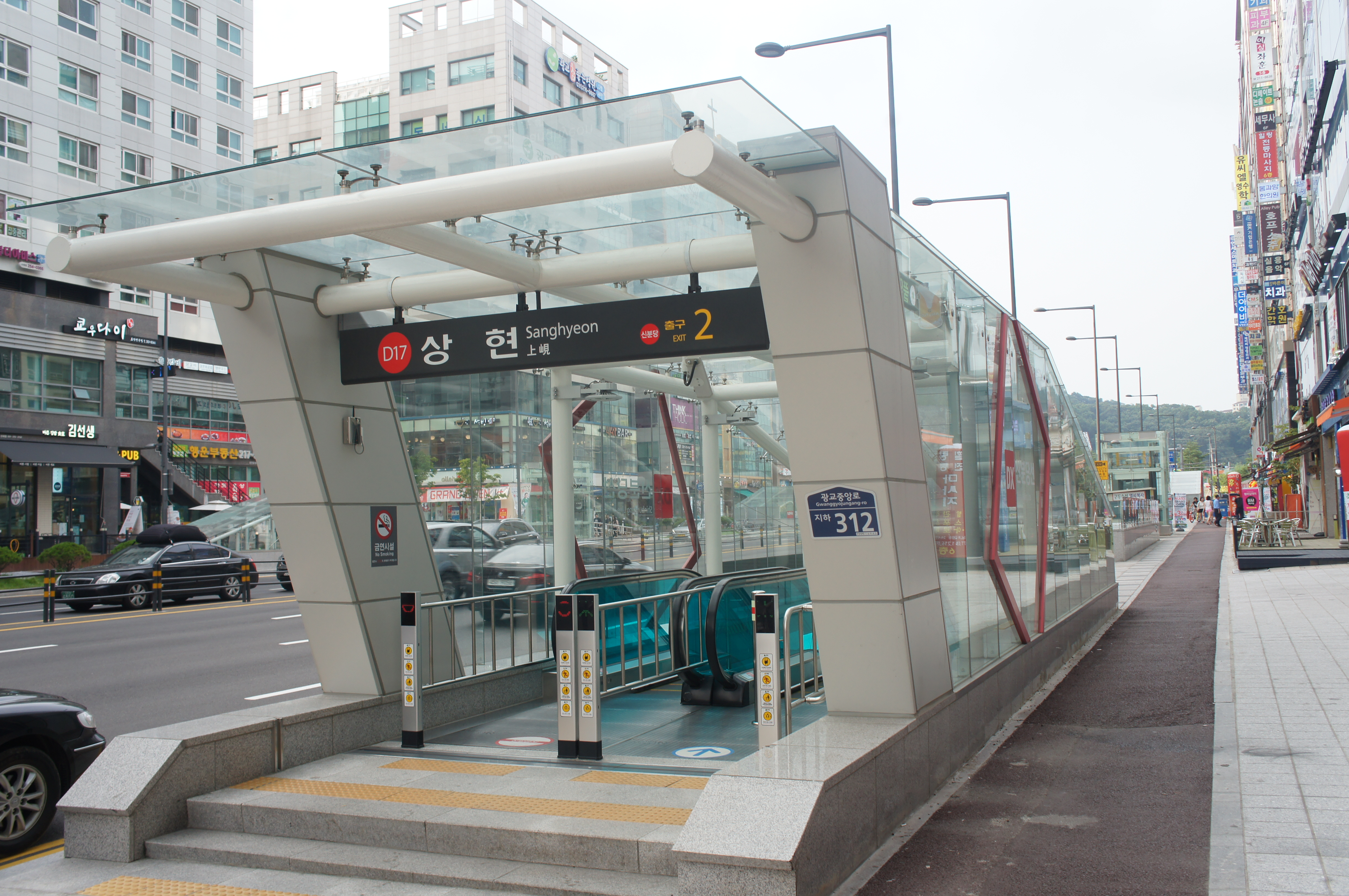
2번 출구

## 인접한 역
| 신분당선           | 신분당선   | 신분당선               |
| ------------------ | ---------- | ---------------------- |
| D16 성복 신사 방면 | ● 신분당선 | D18 광교중앙 광교 방면 |